# Агаджанян, Вардан Мисакович
Вардан (Иоаннис) Мисакович Агаджанян (арм. Վարդան Աղաջանյան, греч. Ιωάννης Αγκατζανιαν; род. 21 марта 1971, Ереван, Армянская ССР) — советский и греческий борец греко-римского стиля, чемпион Европы (1995), участник Олимпийских игр (1996). Мастер спорта СССР международного класса (1989).

## Биография
Вардан Агаджанян родился 21 марта 1971 года в Ереване. Начал заниматься греко-римской борьбой в возрасте 10 лет под руководством Роберта Асрияна. В дальнейшем с ним также работал Роберт Нерсесян. В 1988 году был чемпионом мира среди юниоров (до 18 лет).
В 1993 году переехал в Грецию и в дальнейшем выступал за эту страну под именем Иоаннис Агаджанян. В 1994 и 1996 годах становился призёром чемпионатов Европы, оба раза уступая лишь известному российскому борцу Зафару Гулиеву. В 1995 году, победив в финальной схватке Гулиева, завоевал звание чемпиона Европы. В 1996 году участвовал в Олимпийских играх в Атланте, где занял 8 место.
В 1997 году после того как Международная федерация объединённых стилей борьбы приняла решение о сокращении количества весовых категорий и ликвидации наилегчайшей категории, как и многие борцы наилегчайшего веса был вынужден завершить свою спортивную карьеру. После ухода из спорта занялся предпринимательской деятельностью в Греции и в Армении.